# Ernesto Cesàro
Pour les articles homonymes, voir Cesaro.
Ernesto Cesàro (né le 12 mars 1859 à Naples et mort à Torre Annunziata, le 12 septembre 1906) est un mathématicien italien, connu pour ses contributions à la géométrie différentielle et à la théorie des séries infinies.

## Biographie
Après une carrière scolaire plutôt décevante et un voyage à travers l'Europe — dont l'étape la plus importante fut Liège, où son frère aîné enseignait la minéralogie à l'université locale — Ernesto Cesàro fut diplômé de l'université de Rome en 1887, alors qu'il était déjà membre de la Société Royale des Sciences de Belgique pour les nombreux travaux qu'il avait déjà publiés. 
Il obtint l'année suivante une chaire de mathématiques à l'université de Palerme, qu'il conserva jusqu'en 1891. Il s'installa à Rome où il fut professeur à la Sapienza jusqu'à sa mort qui se produisit alors qu'il tentait de sauver son plus jeune fils Manlio qui était en train de se noyer.

## Distinctions
En 1887 il est lauréat du prix mathématique de l'Académie italienne des sciences.

## Œuvres
Les contributions principales de Cesàro appartiennent au champ de la géométrie différentielle. Leçons de géométrie intrinsèque écrites en 1894, expliquent notamment la construction d'une courbe fractale. Par la suite, Cesàro étudia également la "courbe à flocon de neige" de Koch, continue mais non différentiable dans tous ses points.
Parmi ses autres œuvres marquantes, on trouve Introduction à la théorie mathématique de calculs infinitésimaux (1893), Analyse algébrique (1894), Éléments de calcul infinitésimal (1897). Il propose une définition possible de la limite d'une suite divergente, connue aujourd'hui comme "Somme de Cesàro", donnée par la limite de la moyenne des sommes des termes partiels de la succession.